# Dedenhausen
 (septembre 2024).
Dedenhausen est un quartier de la commune d'Uetze, dans le Land de Basse-Saxe.

## Géographie
Le village de Dedenhausen se situe à environ 34 km à l'est de Hanovre.

## Histoire
Le village est mentionné pour la première fois dans un document en 1301 à l'occasion de la fusion des deux églises auparavant indépendantes d'Eddesse et de Dedenhausen, alors sous l'ancien toponyme de Dedingehusen. Le fort de Dedenhausen, d'un diamètre d'environ 100 m, fut probablement construit à la limite ouest de la ville au début du Moyen Âge. Il est documenté que le fort était entre les mains des seigneurs de Bortfeld en 1508. Après sa disparition, le château revint aux seigneurs de Wense en 1616.
En 1701, le domaine de Dedenhausen appartient au chambellan danois, le colonel Georg Jochen von der Wense. L'église est démolie vers 1700 et l'église à colombages actuelle est construite sur le même emplacement en 1703.
Le Chêne de la Paix est planté en 1813. Bodo Georg von der Wense vend son domaine en 1849 à 27 habitants de Dedenhausen.
En 1932, le syndicat Phönix construit des bâtiments à la gare, qui deviendront l'usine d'huile minérale et de béton de Sengewald. Les pompiers volontaires de Dedenhausen sont fondés en 1939 et assurent depuis lors la protection contre les incendies et l'assistance générale, notamment au niveau local. En 1946, les poursuites pour coups et blessures infligés aux travailleurs forcés des usines d'huile minérale et de béton de Sengewald sont abandonnées. Le 26 juin 1949, une fête des pompiers a lieu à Dedenhausen.
La pêche dans la Fuhse est abandonnée en 1962 en raison d'une pollution excessive. En 1968, la commune décide de la raccorder à la station d'épuration d'Eltze. La même année, le Wallberg est placé sous la protection des monuments naturels.
À l'occasion du 700e anniversaire en 2001, une pierre commémorative est placée devant l'ancienne école. Une bombe aérienne de la Seconde Guerre mondiale est désamorcée en 2002. La laiterie de Dedenhausen est fermée en 2004. En 2005, le chœur de trombones Eddesse-Dedenhausen fête ses 111 ans.
Dans le cadre de la réforme régionale en Basse-Saxe du 1er mars 1974, Dedenhausen intègre la commune d'Uetze.

## Infrastructures
Dedenhausen est sur la ligne de Berlin à Lehrte depuis 1870. Il existe des liaisons vers Hanovre et Wolfsburg depuis sa propre gare, qui existe depuis 1895. Le bâtiment d'accueil datant de 1895 est démoli en 1969. Les voies d'évitement, y compris tous les aiguillages, sont supprimées en 1995 dans le cadre de l'extension de la LGV Hanovre - Berlin ; jusqu'alors, le trafic de wagons complets s'effectuait toujours sur la voie de chargement. Depuis, la gare n'est plus opérationnellement qu'un point d'arrêt. La gare est la frontière de la zone tarifaire de la zone de transport du Grand Hanovre et de la zone tarifaire régionale de Brunswick.